# Marco Aurelio Fontana
Marco Aurelio Fontana (ur. 12 października 1984 w Giussano) – włoski kolarz górski i przełajowy, brązowy medalista olimpijski oraz wielokrotny medalista mistrzostw świata i Europy MTB.

## Kariera
Pierwszy sukces w karierze Marco Aurelio Fontana osiągnął w 2006 roku, kiedy został mistrzem Włoch w kolarstwie przełajowym w kategorii do lat 23. Dwa lata później był już najlepszy w kategorii seniorów, a wspólnie z Gerhardem Kerschbaumerem, Evą Lechner i Cristianem Cominellim zdobył brązowy medal w sztafecie mieszanej podczas mistrzostw świata MTB w Val di Sole i srebrny na mistrzostwach Europy w St. Wendel. W 2008 roku wystąpił również na igrzyskach olimpijskich w Pekinie, gdzie w cross-country zajął piąte miejsce. Na mistrzostwach świata MTB w Canberze w 2009 roku razem z Lechner, Cominellim i Kerschbaumerem okazał się najlepszy. Włosi z Fontaną w składzie zdobyli w tej konkurencji również srebro na ME w Hajfie w 2010 roku, brąz na mistrzostwach MTB w Champéry i ME w Dohňanach w 2011 roku oraz złoto na rozgrywanych rok później mistrzostwach MTB w Leogang. W sierpniu 2012 roku wystartował na igrzyskach olimpijskich w Londynie, zdobywając brązowy medal w cross-country. W zawodach tych wyprzedzili go jedynie Czech Jaroslav Kulhavý oraz Szwajcar Nino Schurter. W międzyczasie wystartował na przełajowych mistrzostwach świata w Taborze w 2010 roku, gdzie rywalizację wśród seniorów ukończył na jedenastej pozycji. Podczas mistrzostw Europy MTB w Bernie wspólnie z Gioele Bertolinim, Evą Lechner i Gerhardem Kerschbaumerem ponownie zwyciężył w sztafecie, a indywidualnie był trzeci. W tym samym roku reprezentacja Włoch w składzie: Fontana, Lechner, Kerschbaumer i Gioele Bertolini zdobyła złoty medal na mistrzostwach świata MTB w Pietermaritzburgu.